# FC Neunkirch
FC Neunkirch ist ein Schweizer Fussballverein aus Neunkirch im Kanton Schaffhausen.

## Geschichte
Der FC Neunkirch wurde 1963 gegründet. Die Erste Herrenmannschaft spielt in der achthöchsten Spielklasse (4. Liga des Fussballverbandes der Region Zürich). 
Zeitweise erfolgreicher war die 2002 gegründete Frauenmannschaft, die 2006 in den Ligabetrieb einstieg. 2011 gelang der Aufstieg in die Nationalliga B und schon 2013 der Aufstieg in die höchste Spielklasse. Dort belegte das Team in der ersten Saison als Neuling den 4. Platz, den es im Jahr darauf bestätigen konnte. In der Saison 2015/16 wurden die Spielerinnen unter dem Trainer Hasan Dracic Vizemeister und standen im Cupfinal. Dort unterlagen sie in Biel dem FC Zürich mit 0:2. Im Team spielten Frauen aus bis zu neun Ländern.
In der Saison 2016/17 gewannen sie das Double aus Meisterschaft und Cup. Nur wenige Tage nach dem Gewinn der Meisterschaft gab die Clubleitung allerdings bekannt, dass sie das Team aus finanziellen Gründen auf die folgende Saison hin aus dem Spielbetrieb zurückziehen werde. Später wurde bekannt, dass hinter dem Erfolg der Mannschaft ein Betrugsfall stand: Der Sportchef des Vereins, hauptberuflich Finanzchef des Getränkeherstellers und Clubsponsors Rimuss, soll insgesamt fast zwei Millionen Schweizer Franken aus der Firmenkasse für den Club eingesetzt haben.
Auf die Saison 2018/19 schloss sich die Damenmannschaft mit den Damen des FC Thayngen zur SG Thayngen/Neunkirch zusammen. Sie spielen nun in der vierthöchsten Spielklasse (2. Liga des Fussballverbandes der Region Zürich). Ihre Heimspiele tragen sie in Thayngen aus.

## Erfolge
Nationalliga
- 2016/17 1. Platz NL A
- 2015/16 2. Platz NL A
- 2014/15 3. Platz NL A
- 2013/14 4. Platz NL A
- 2012/13 Aufstieg in die NL A

Schweizer Cup
- 2017 Cupsieg gegen den FC Zürich 1:1, 8:7 i. E.
- 2016 Finale gegen den FC Zürich 0:2

## Ehemalige Spielerinnen
- Leonarda Balog
- Romina Bell
- Valentina Bergamaschi
- Lucia Haršányová
- Maria Korenčiová
- Alyssa Lagonia
- Lucia Ondrušová